# Église Sainte-Eulalie de Palma
Pour les articles homonymes, voir Sainte Eulalie et église Sainte-Eulalie.
L'église Sainte-Eulalie est une église catholique située à Palma (Majorque) nommée en référence à Eulalie de Barcelone.

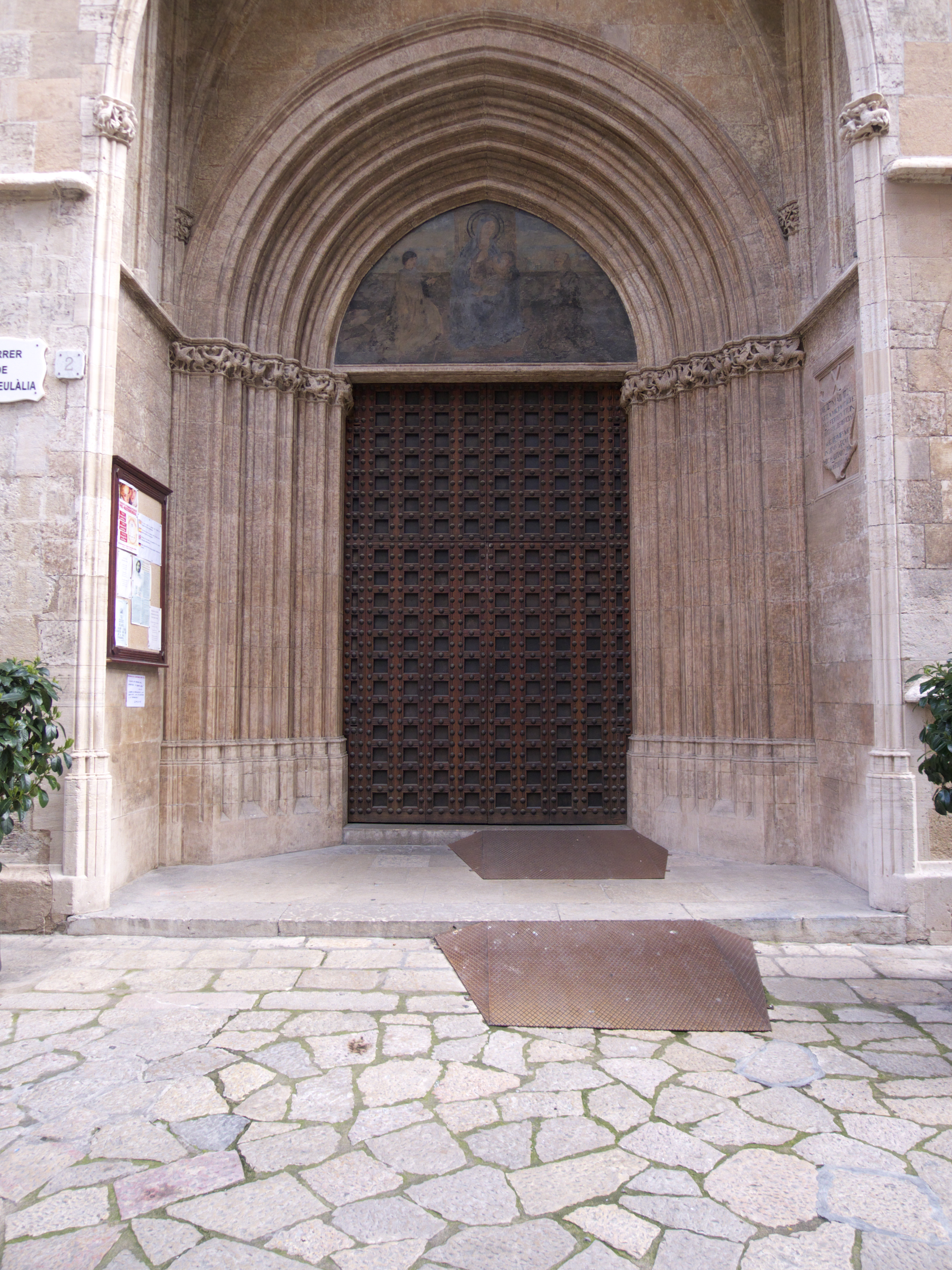
Portail latéral
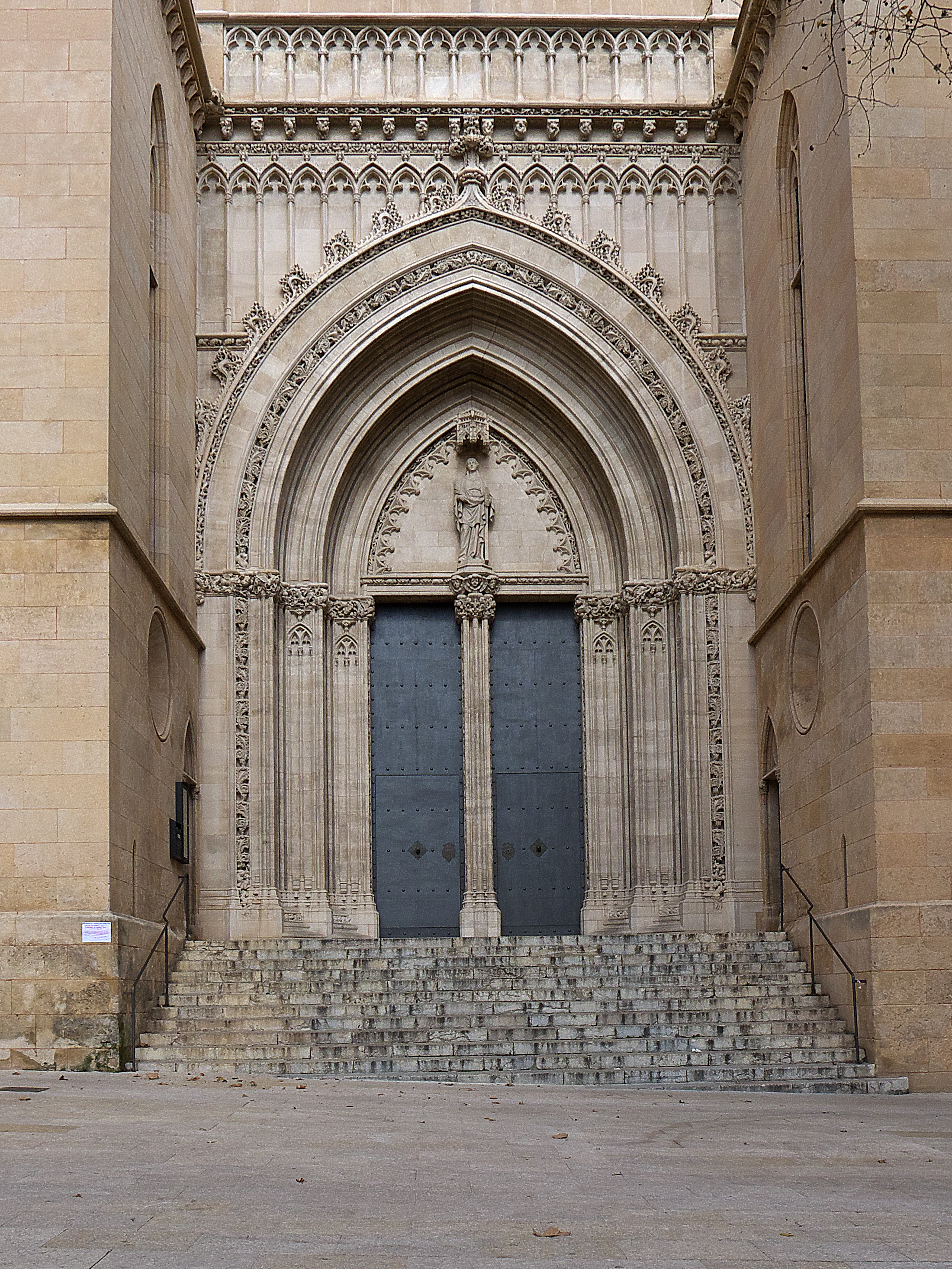
Portail principal